# TommY RuleZ
TommY RuleZ (imenom Tomasz) je poljski hardcore techno, gabber, artcore, acidcore i speedcore producent. Njegova matična izdavačka kuća bila je SmokeSkull Records dok je sadašnja SKRD!!!.
Loffciamcore, TommY RuleZ i The M.S.P. su 2010. stvorili skupinu SKRD!!! Crew. U sklopu te skupine, producirali su prvu zajedničku pjesmu "Mainstream Must Die Anthem" za prvu SKRD!!! kompilaciju Mainstream Must Die.

## Diskografija

### Izdanja
kao TommY RuleZ
- 2009.: A Teraz Polska
- 2009.: Terroryści Kontra Policja
- 2010.: Psy 4 E.P.
- 2010.: Extreeme Archives

kao Acid TUI-154M i Tupolew Squad
- 2010.: Welcome To Smoleńsk

### Remiksevi
- 2009.: "Imil - Evolution Theory (TommY RuleZ Remix)"
- 2009.: "DJ Matq - LoLa (TommY RuleZ "Inducore" Remix)"
- 2009.: "Loffciamcore - Papa Smerf 8 Bit Rozkurwiacz (TommY RuleZ Slow & Fuck Remix)"
- 2010.: "Loffciamcore - Suicide Splitter Girls (TommY RuleZ Remix)"

## Vanjske poveznice
- Diskografija
- [neaktivna poveznica]
- MySpace stranica